# Міняйло Віктор Олександрович
Ві́ктор Олекса́ндрович Міня́йло (нар. 5 листопада 1919, c. Строків Попільнянського району Житомирської області — 25 листопада 2018, м. Біла Церква Київської області) — український письменник. Член Національної спілки письменників України (1961).

## Життєпис
Народився в родині службовця. Дитинство і шкільні роки пройшли у селі Городище — Пустоварівка Володарського району Київської області.
В 1939 — закінчив Київський залізнично-будівельний технікум. Того ж року призваний на строкову службу в армію. Демобілізувався з армії за станом здоров'я.
Учасник війни, нагороджений медалями.
Після війни працював геодезистом-землевпорядником, економістом, учителем, інженером-землевпорядником, а вночі займався творчою письменницькою роботою.

## Творчість
Перші публікації з'явилися в 1938 в газеті «Сталінське плем'я» та в журналі «Літературний Донбас» у № 10; пізніше в 1940 р. — в «Київському альманасі».
У 1960 вийшла книга прози «Перо жар-птиці», у 1963 — «Блакитна мрія», 1964 — повість «Людське ім'я», у 1968 — «Дзеркальний короп».
Перша повоєнна книга була перекладена російською мовою. Дилогія «Посланець до живих» (1966, 1973, 1975, 1986) та «Кров мого сина» (1975, 1986) присвячена темі людського обов'язку перед Вітчизною в роки Німецько-радянської війни.
У 1979 вийшла дилогія «Зорі й оселедці» та «На ясні зорі», а в 1985 — «По той бік правди» і «Вічний Іван» — роман, за який автору присуджено Національну премію ім. Тараса Шевченка в 1996 році. Премія присуджена за роман, який був опублікований ув часописі «Основа», і тільки після присудження премії виданий окремою книжкою у 2001 та 2004.
Автор збірки повістей і оповідань «Перо жар-птиці» (1960), «Блакитна мрія» (1963), «Людське ім'я» (1964), «Дзеркальний короп»" (1968), «Молоді літа Олександра Сокола» (1961, 1984), «Дивовижні пригоди Баби Яги, Івасика Телесика та фотографа Диньки» (1989, 2004); романів «Посланець до живих» (1966, 1973, російською мовою 1970, 1975), «Кров мого сина» (1969, 1976, 1986, російською мовою 1974, 1975), «Зорі й оселедці» (1972, 1979, російською мовою 1978), «На ясні зорі» (1975, 1979, російською мовою 1978), «Останній рубіж» («По цей бік правди») (1983, 1985, російською мовою 1987), Вибрані твори в 2-х томах (1989), роман «Вічний Іван» (2001, 2003, 2004), книга притч «Шпаргалки Езопа» (2004), «Вічний Іван. Шпаргалка Езопа» (вибрані твори, 2011), сотні публіцистичних виступів у пресі, які стверджували високі гуманістичні ідеали, відстоювали й  утверджували нашу українську мову й культуру, пробуджували в українцях почуття національної гідності, прагнення звільнитися з-під імперського московського ярма. Його твори видавались у десятках країн Європи, Азії та Америки. Загальний тираж тридцяти видань Міняйлівських книг становить понад мільйон примірників.
Романістика В. Міняйла розвиває традиції так званої української «химерної прози».
Білоцерківський музично-драматичний театр ім. Саксаганського ставив виставу за творами В. О. Міняйла воєнної тематики.

## Відзнаки
Нагороджений орденом князя Ярослава Мудрого V ступеня (2009 р.) та IV ступеня (2014 р.)
Лауреат:
- Національної премії України ім. Тараса Шевченка (1996, за роман «Вічний Іван» (1996 р.)
- республіканської премії ім. А. Головка (1984 р.)
- Білоцерківської міської літературно-мистецької премії ім. І. С. Нечуя-Левицького (1997 р.).

Київським обласним відділенням Національної спілки письменників України в Білій Церкві започатковані Міняйлівські читання з нагоди 80-річчя письменника-земляка.
Віктор Олександрович удостоєний звання Почесний громадянин Білої Церкви 1999 року та звання Почесний член «Просвіти» ім. Тараса Шевченка, нагороджений її медаллю «Будівничий України».
В. Міняйло — почесний голова Білоцерківського міського відділення НСПУ від дня його утворення (1997).

## Смерть
Помер 25 листопада у Білій Церкві на 100-му році життя.